# Проект Южнобережной железной дороги (Ушков)
Проект Ушкова — вариант железной дороги по южному берегу Крыма, разработанный группой специалистов, привлечённых владельцем имения Форос Григорием Константиновичем Ушковым в начале XX века. Единственный из многочисленных проектов, фактически доведённый до реализации, завершить который помешала революция 1917 года.

## История проекта
Вступив после смерти А. Г. Кузнецова во владение имением Форос, Григорий Константинович Ушков «загорелся» идеей сделать из Фороса курорт мирового уровня. Он, не жалея денег, проводит в усадьбе электрическое освещение, привозит из Москвы лошадей и устраивает в западной части парка ипподром (затея не приносила доходов и лошадей вернули в Москву). Ушков открыл в Форосе казино, кегельбаны, теннисные корты. Но всё упиралось в отсутствие путей сообщения. В начале века надежду дал проект железной дороги Н. Г. Гарина-Михайловского. После его смерти в 1906 году Ушков сам взялся за дело.
После Русско-японской войны продолжилось появление новых проектов дороги: Севастополь — Ялта — Алушта, с возможным продлением до Феодосии; Симферополь — Алушта — Ялта; Сюрень — Ялта через главный хребет Крымских гор; новый вариант дороги Бахчисарай — Ялта с шестикилометровым тоннелем и тупиковыми ветвями на Симеиз и Алушту; вариант «электрического трамвая Штукенберга» с несколькими тоннелями и мостами.
В феврале 1909 года был представлен проект дороги из Бахчисарая до Ялты и Симеиза инженеров С. Н. Чаева и Д. П. Кандаурова, одобренный комиссией по новым железным дорогам.
Поскольку линия до Симеиза оставляла без связи всю западную часть побережья, владелец Фороса Григорий Ушков подал в Министерство путей сообщения ходатайство о приостановлении организации Акционерного общества Бахчисарай-Ялтинской дороги до предоставления другого проекта. В его основу был заложен вариант Гарин-Михайловского Севастополь — Ялта — Алушта, но заявка Ушкова была признана «не заслуживающей удовлетворения», поскольку не было предоставлено нового законченного проекта. На это Ушков заявил, что будет строить дорогу без гарантий правительства и одновременно со строительством варианта Чаева. Приглашённый известный железнодорожный инженер Леопольд Антонович Штукенберг (сын известного инженера-путейца А. И. Штукенберга) к 1910 году закончил проект «Электрического трамвая» вдоль Южного берега, причём путь предусматривался с нормальной шириной колеи для обеспечения беспересадочного сообщения. По результатам исследований им была выпущена брошюра «Пояснительная записка к проекту железнодорожной линии Севастополь — Ялта — Алушта». За геологию проекта отвечал знаменитый геолог Н. И. Каракаш, опубликовавший в брошюре раздел «Геологическое строение местности на южном берегу Крыма между г. Ялтой и Севастополем и условия проведения здесь ж.д. линии».

Длина линии Севастополь — Алушта при разных вариантах профиля получалась от 123,5 версты до 117 вёрст. Намечалось устройство станций III класса в Севастополе, Ялте и Алуште и 10 — IV класса с возможностью приёма грузов, а также 9 разъездов и 10 остановочных пунктов. Самые длинные перегоны предусматривались между станциями Камары — Варнутка (8,5 вёрст) и Ялта — Ай-Василь (6 вёрст). На линии намечалось 113 пересечений с шоссейными дорогами, из которых на 72 переездах предполагалось построить путепроводы для пересечения в разных уровнях: 5 переездов через Севастопольское шоссе и шоссе Алушта — Ялта, по одному через дорогу на Балаклаву и Бахчисарай — Ялта. Также путепроводы планировались на пересечениях с дорогами в Эриклик, Форос, Меллас, Мухалатку, Кастрополь, Симеиз и Аутку. Линия рассчитывалась на 24 пары поездов. Стоимость проекта по подсчётам правительственной комиссии составляла 29 908 000 рублей, сам же Ушков считал, что достаточно будет 22 651 073 рублей, при этом стоимость отчуждаемых земель, по расчётам, составляла около 20 % от общей стоимости строительства.

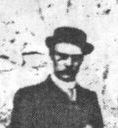
Г. К. Ушков, владелец Фороса. 1897 г.
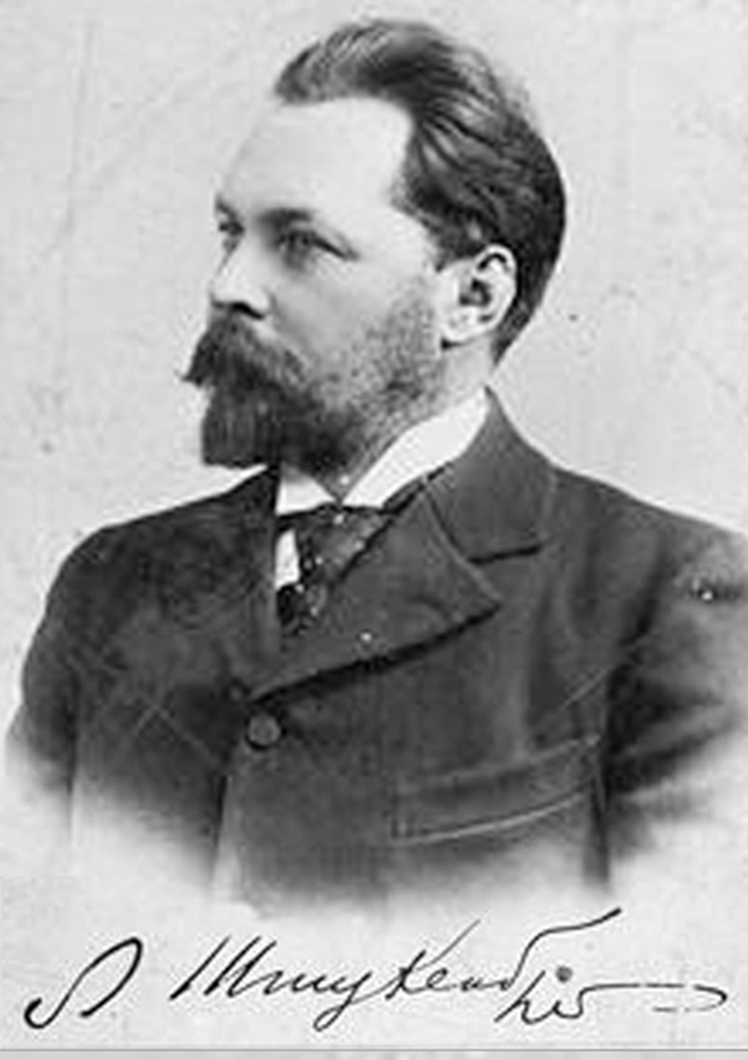
Леопольд Антонович Штукенберг.
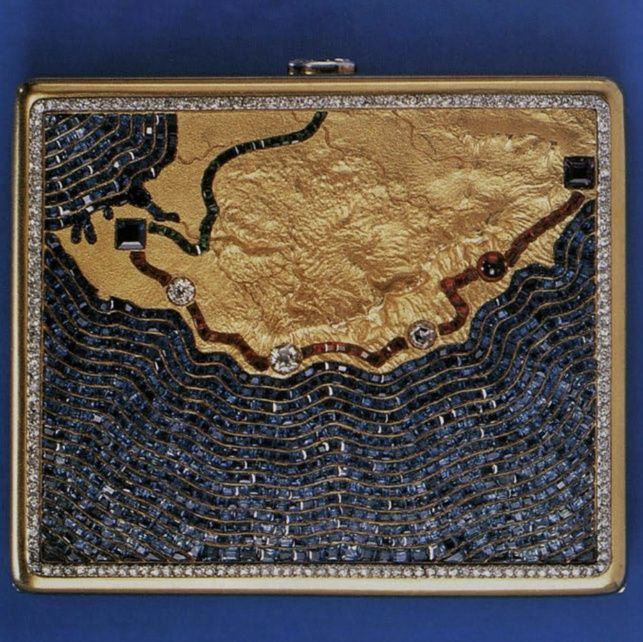
Золотой портсигар Ушкова.
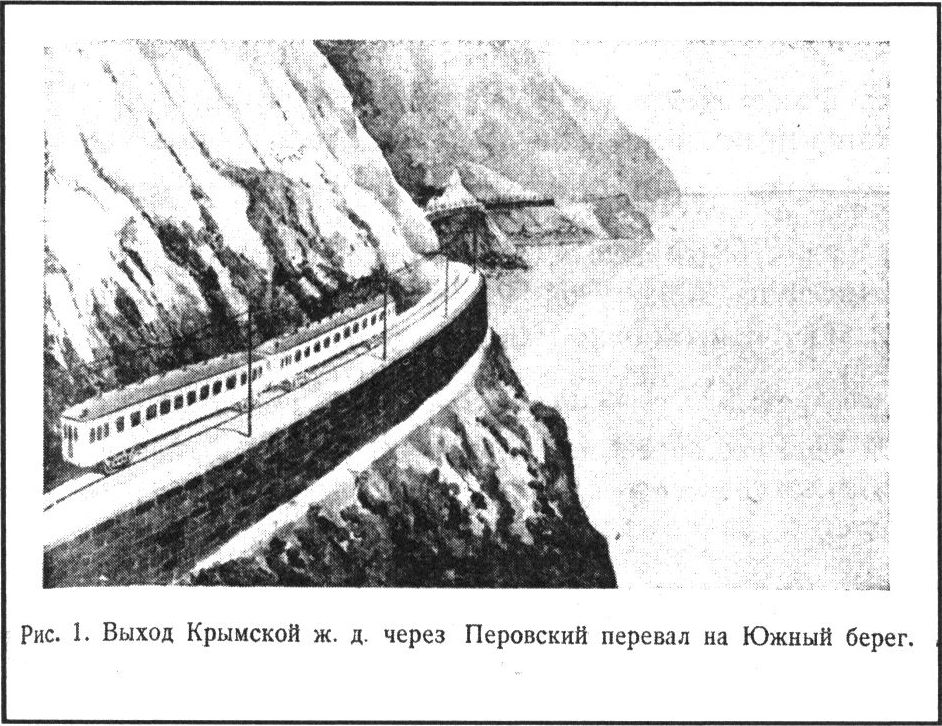
Проект дороги у мыса Айя 1915 г..

### Описание дороги
В брошюре «Пояснительная записка к проекту железнодорожной линии Севастополь — Ялта — Алушта» Леопольда Штукенберга изложено подробное описание проекта 1910 года. От станции Севастополь линия должна была идти по Сарандинакиной балке, трижды пересекая Ялтинское и один раз Балаклавское шоссе, с первым остановочным пунктом «Хуторское» на 9 версте (хутор Максимовича). Следующим был разъезд «Балаклавский», с ответвлением на Балаклаву (3,8 версты), заканчивающийся полноценной станцией Балаклава-город. На разъезде предлагалось устроить базовую электрическую подстанцию для всей линии, мастерские, вагонный парк и прочее. Далее следовал очень крутой («предельный») подъём в долину Сухой речки, по левому борту которой поднималась до Варнутской долины (Ялтинское шоссе оставалось слева). В Варнутке, на 25 версте, предусматривался разъезд того же названия. От Варнутки линия продолжалась к Перовскому перевалу (в Байдарскую долину), который преодолевался тоннелем длиной 30 саженей (примерно 64 м). По Байдарской долине дорога опускалась по правому склону до долины Хайту, где, на 32-й версте, располагалась станция «Хайту», в 1 версте от одноимённой деревни и 3-х — от деревни Байдары. Затем путь поднимался на Ласпинский перевал (163,05 саженей), который преодолевался по верху.
На 33-й версте линия выходила иа Южный берег, поворачивала на восток, и 80-ти саженным тоннелем проходила под массивом Св. Ильи («Ласпинская скала»). От тоннеля шёл «предельный» спуск к станци «Форос», на высотной отметке 60,55 саженей (примерно 129 м). После Фороса линия поднималась посредине между берегом и шоссе, огибала гряду у Мелласа, выходя к имению Меллас. От Мелласа следовал крутой спуск, в конце которого путь пролегал между Мухалаткой и имением Кокорева, затем (на 49 версте) намечался тоннель в 30,32 сажени (64 м). Кучук-койский оползень предлагалось проходить ближе к морю (51 — 53 верста), ниже Кастрополя. Для преодоления оползня было предусмотрено множество укрепительных работ (только дренажных сооружений 2800 саженей — около 6 км)
. На 58 версте планировалась платформа Кацевелли, затем шёл крутой подъём на хребет горы Кошка, который преодолевался выемкой глубиной 5—7 саженей (сейчас там проходит шоссе Севастополь — Ялта). На 63 версте, выше посёлка, располагали станцию «Симеиз», затем следовало пересечение с Ялтинским шоссе и на 67 версте — станция «Алупка», также выше деревни. После Алупки линия подымалась вверх, для обхода, по требованию Удельного ведомства императорских имений: Ореанда, Ай-Тодор, Ливадия, следуя параллельно и выше Ялтинского шоссе до станции «Кореиз», проходя садами и виноградниками деревень Мисхор. Кореиз и Гаспра и по парку Ореанды. На 74 версте дорога пересекает шоссе на Эриклик, достигая высоты 152 сажени (около 323 м) над уровнем моря, откуда «предельным скатом» опускалась в долину реки Учан-Су через станцию «Ливадия» на высотной отметке 126 саженей (268 м). Проходя ниже дворца эмира Бухарского (современный санаторий «Узбекистан») линия пересекала по 60-ти метровому мосту реку Учан-Су и огибая Аутку, выходила к станции Ялта, размещение которой предполагалось в парке Эрлангера (район современной улицы Щорса). Предусматривалось и другое расположение станции Ялта, дальше от центра города, в долине Учан-Су, на 81 весте — на случай неуспеха торгов с владельцами парка Эрлангера, поскольку на момент составления проекта его владельцы запросили слишком высокую цену за отчуждение земель. Правда, при этом общая длина линии сокращалась на 1,5 версты.
От Ялтинского вокзала начинался путь на Алушту. Железнодорожное полотно поднималось высоко по склону (наибольшая отметка 168 саженей — 358 м), выше холма Дарсан и деревень Дерекой и Ай-Василь. Петля по верхоьям долин Дерекоя и Бала-Узеня делалась по требованию Удельного Ведомства для обхода Массандровского дворца. Следующим должен был стать разъезд Массандра, от которого линия через Никиту (со сносом домов) спускалась к станции Гурзуф. На 104-й версте предусматривался разъезд Суук-Су, за которым крутой подъём вёл на седловину Аю-Дага. Затем следовал спуск к разъезду Партенит (на 109-й версте), далее, «полугорой», линия шла до платформы Карасан и станции Биюк-Ламбат (на 114-й версте). Гору Кастель планировали огибать со стороны моря, выходя к платформе Профессорская, а от неё к станции Алушта. Участок Кастель — Алушта и вообще от Ялты, рассматривался, как особо сложный, идущий по сильно пересечённой местности, со множеством «глубочайших» оврагов и требовавший очень больших земляных работ, сооржения множества небольших виадуков, подпорных стен и укреплений полотна дороги. В проекте предусматривалось возможное продление железной дороги до Судака и Феодосии, но проектно-изыскательских работ проведено не было. Продолжительность строительства определялась в 2,5 года.
Комиссией о новых железных дорогах предполагалось пустить по линии двухвагонные поезда (моторный и прицепной вагоны), вместимостью 100 человек, из расчёта примерно 100 тысяч приезжих и чуть меньше местных пассажиров. Поезда планировались «дальнего следования» (Севастополь — Ялта и Севастополь — Алушта) и местные, для движения около Ялты. По маршруту Севастополь — Ялта должны были ходить 15 пар поездов, из них 2 пары безостановочного сообщения. 1 поезд затем седовал до Гурзуфа, а 5 — до Алушты. Местные линии предполагались Ялта — Алупка — Симеиз (11 поездов), Ялта — Алупка (4 поезда) и Ялта — Гурзуф (6 поездов). Курортный сезон считали в 8 месяцев, на зимние месяцы движение планировали сокращать в 4 раза. Грузооборот дороги комиссия оценивала в 1134000 пудов в оба направления.

### Борьба за проект
Но в те годы мнение соответствующих кругов начало склоняться в пользу варианта трассы Симферополь — Ялта, хотя подобный проект ещё не прорабатывался, но активно поддерживался губернатором Н. А. Княжевичем. В 1912 году, на очередном обсуждения правительственной комиссии с перевесом в один голос, был одобрен проект Чаева, но последнему не удалось собрать необходимый капитал. Денег не хватало и у Ушкова и он откомандировал Штукенберга в Англию на поиск недостающего капитала. Для оценки предприятия из Англии прибыла группа инженеров (не имевших опыта работы в горных условиях), которая не увидела возможности бороться с южнобережными оползнями и признала субсидирование дороги нецелесообразным. Но, используя свои связи, Ушков добился нового заседания Комиссии по новым дорогам в 1913 году, где был утверждён его проект и были обещаны правительственные гарантии под облигации, которые должно было выпустить организуемое им акционерное общество для привлечения капитала. В том же году, чтобы обратить на будущую стройку внимание «высоких особ», Ушков заказал фирме Фаберже золотой портсигар с изображением схемы будущей дороги. Полуостров на нём сделали из золотых самородков, море из двух тысяч крохотных сапфиров. Железная дорога Симферополь — Севастополь выложена изумрудами, будущая, от Севастополя до Алушты — рубинами. Города по трассе обозначены драгоценными камнями, чье название начиналось на ту же буквы: Севастополь — сапфир, Форос — фенакит, Кореиз — корунд, Ялта — яхонт (рубин), Алушта — аметист. По периметру крышки портсигара кайма из бриллиантов, общим весом более двадцати каратов. Только в 1915 году ушковское «Общество крымских железных дорог» было наконец признано состоявшимся. Правление общества разместилось в Петрограде, председателем стал инженер путей сообщения П. П. Дмитренко. Деньги на строительство предоставил один из сибирских банков. Управление строительством, во главе с Л. А. Штукенбергом, разместилось в Севастополе. Предполагалось использовать Южный берег Крыма как гигантскую «санаторию» для раненых, но, вследствие вступления в войну Турции и присутствия в Чёрном море немецких и турецких рейдеров, морское сообщение с Южнобережьем было фактически прервано. Правительство, ввиду связанных с войной затруднений с материалами и рабочей силой, объявило железную дорогу «военносрочной» и все работы велись с большой интенсивностью.

### Дорога через Балаклаву
Летом 1916 года инженер Евгений Давидович Герценштейн, с помощью фототеодолитной съемки, сделал с моря, с расстояния в 213 метров, 120 последовательных фотографий мыса Айя. Обработав с помощью стереоскопа снимки, получили план берега в горизонталях. Оказалось, что по береговым уступам можно проложить железную дорогу, лишь в двух местах прорубив короткие тоннели и дорогу было решено строить через Балаклаву — мыс Айя — Батилиман. Руководителем строительства первого участка Севастополь — Меллас назначили инженера Н. С. Давыдова.
Для дороги начали завозить в Балаклаву рельсы и шпалы, но вмешался «человеческий фактор»: правление общества пустило полученные на стройку деньги на спекуляцию земельными участками по трассе дороги, против чего активно выступал Штукенберг. В результате компания погрязла в судебных разбирательствах. К тому же военное командование Севастополя выселило управление строительством из города, и оно переехало в Ялту, в специально купленную гостиницу. 1 (14) марта 1916 умирает Штукенберг. Заменивший его инженер П. Д. Альберхт, ранее возглавлявший технический отдел, продолжил борьбу с правлением. В 1917 году поступление средств прекратилось, служащие и рабочие стали разъезжаться. К 1918 году инженер Н. С. Давыдов был убит в горах, документацию вывезли в Киев, где она пропала. Завезенные рельсы были использованы в 1920 году армией Врангеля для строительства бешуйской железной дороги и рокады Джанкой — Перекоп.

После установления советской власти в Крыму линию Севастополь — Ялта посчитали невыгодной и опасной из-за возможных оползней и сейсмической неблагонадежности района. Появившийся в середине 1920-х годов проект Льва Николаевича Бернацкого, хотя и использовал ушковские наработки, но достаточно от них отличался.

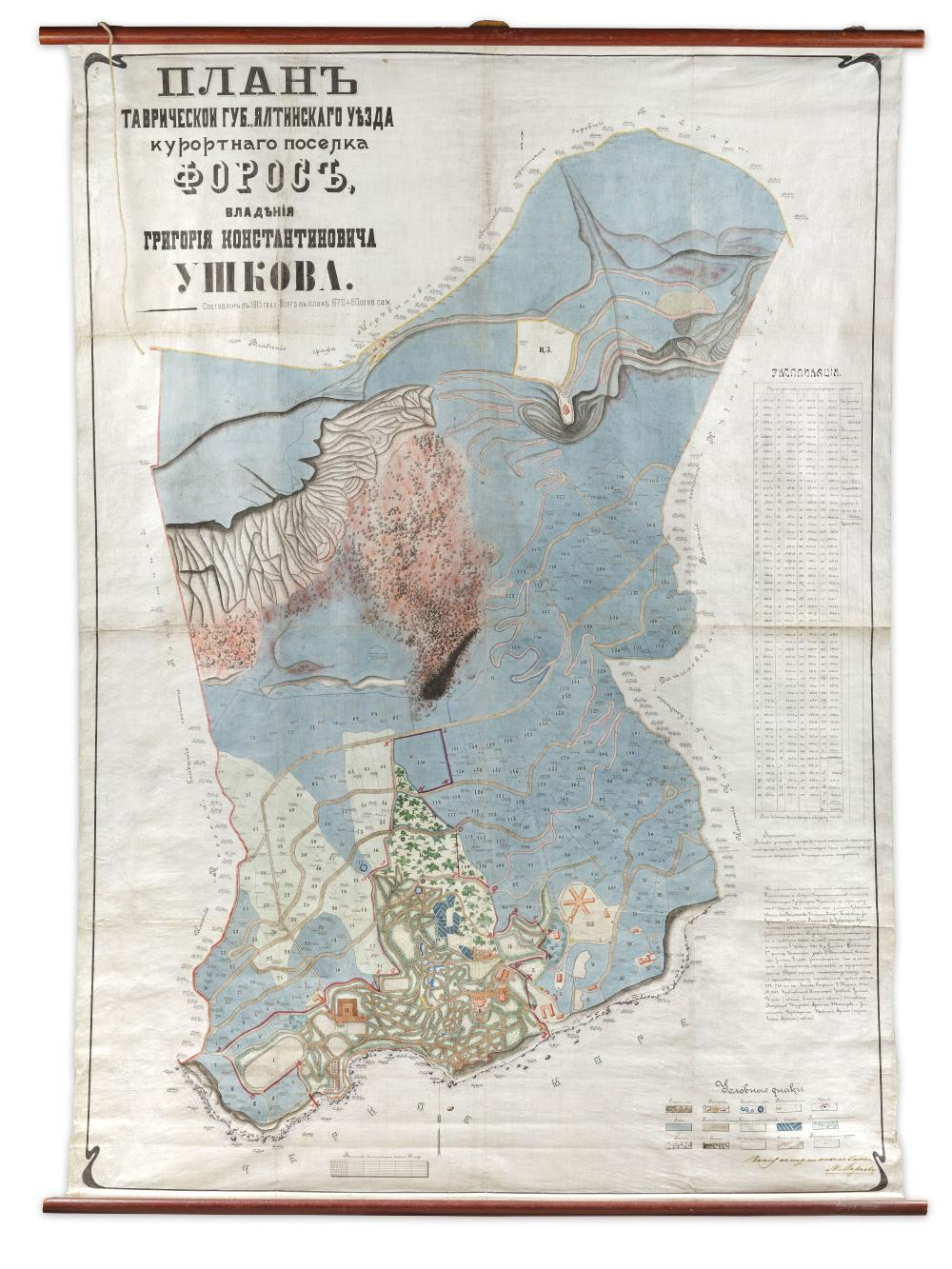
План обустройства Фороса Ушкова.
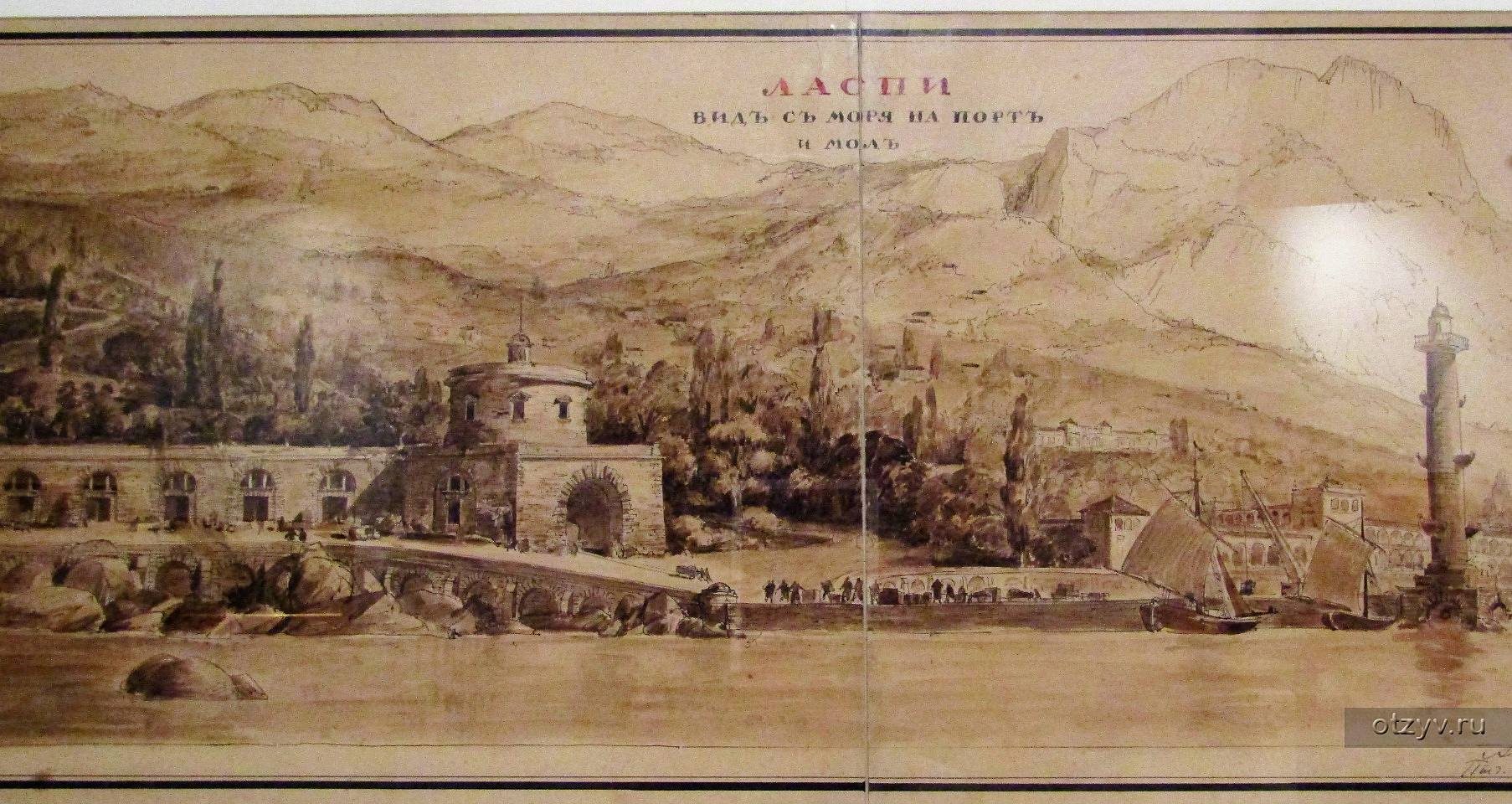
Проект города-сада Ласпи Фомина, 1917 г.

## Проекты курортов
Будущая железная дорога породила грандиозные планы развития западной части Южного берега. Это, в первую очередь, «Город-сад Форос» Ушкова, а также курорт Ласпи архитектора И. А. Фомина